# Please Stand By
Pour plus de détails, voir Fiche technique et Distribution.
Please Stand By est une comédie dramatique américaine réalisé en 2017. Après avoir été joué à de nombreux festivals, le film est sorti au cinéma et sur diverses plateformes de streaming le 26 janvier 2018.

## Synopsis
Une jeune autiste s'échappe de son centre d'hébergement dans l'espoir de soumettre son scénario à un concours d'écriture à Hollywood. Sur le chemin elle devra conquérir un nouveau monde rempli d'obstacles.

## Fiche technique
- Directeur de la photographie : Geoffrey Simpson

## Distribution
Dans l'ordre d'apparence (du générique de fin) :
- Dakota Fanning : Wendy
- Alice Eve : Audrey
- Toni Collette : Scottie
- River Alexander : Sam
- Lexi Aaron : elle-même
- Dominique « Big D » Brown : elle-même
- Brittanie Sanders  : elle même
- Cindy Miyashiro : elle-même
- Lara Lihiya : Madeline
- Dan Cordell : Richard
- Tony Revolori : Nemo
- Blaster : Pete the Pup
- Michael Stahl-David : Jack
- Matt Corboy : présentateur télé
- River Alexander : Sam
- Madeleine Murden : jeune Audrey
- Farrah Mackenzie : jeune Wendy
- Ana Rey : agent commercial
- Jessica Rothe : Julie
- Shawn Roe : Derrick
- Heath McGough : caissier
- Marla Gibbs : Rose
- Roger V. Burton : Patterson
- Todd Wagner : docteur
- Stephanie Allynne : infirmière assistante
- John Prosky  : administrateur de l'hopital
- Rigo Obezo :  policier de Bakersfield
- Laura Innes : agent commercial
- David Brisbin : agent commercial
- Patton Oswalt : Officer Frank
- Robin Weigert : Officer Doyle